# 일본국 헌법 제14조
일본국 헌법 제14조(일본어: 日本国憲法第14条)은 일본국 헌법 제3장 "국민의 권리와 의무"의 조문 중 하나이다. 법 앞의 평등(차별 없는 상태), 귀족의 금지, 영전에 대해 규정하고 있으며, 평등권에 관해 규정하고 있기도 하다.

## 조문
일본국 헌법 제14조
① 모든 국민은 법 아래에 평등하며, 인종, 신념, 성별, 사회적 신분 또는 문벌에 의해 정치적, 경제적 또는 사회적 관계에 있어 차별받지 아니한다.
② 화족 그 외 귀족의 제도는 이를 인정하지 아니한다.
③ 영예, 훈장 그 외 영전의 수여에는 어떠한 특권도 따르지 아니한다. 영전의 수여는 실제로 이를 가지고 있거나, 또는 장래에 이를 받는 자의 일대(一代)에 한해 그 효력을 갖는다.

## 해설
본 조는 이른바 "법 앞의 평등(5개 인권 가운데 하나인 평등권)"에 대해 규정하고 있다.
이는 기본적 인권의 존중과 함께 일본국 헌법의 이념적 지주 중 하나가 되고 있으며, 기본적 인권의 존중이 각자가 가진 권리의 근본적 보장을 의미하는 것인 반면에 "법 앞의 평등"은 타인과 자신을 비교하였을 때 충분한 권리를 보장하는 것을 도모하고 있다.
본 조 제1항에서 "문벌"은 가문 또는 혈통을 의미하는 것으로 해석되고 있다.
제2항에서는 일본에서 메이지 유신 후에 다이묘, 공가 등을 모체로 탄생한 화족 등 세습 귀족 계급의 존재를 인정하지 않고 있다. 물론 동조 제3항에서 서훈 등의 영전을 수여하는 것을 가능케 하고는 있지만, 이에 따른 특권적 지위 또는 세습적 지위를 갖지 못하도록 하고 있는 만큼 두 조문이 서로 충돌되지는 않는다. 그러나 천황 및 황족은 본 조 규정의 적용 범위에서 예외이다(헌법 제1장의 조문들을 참조). 또한 민법 규정에 따라 천황의 "인척"도 법적 개념으로서 존재하나, 이 헌법 조항의 "귀족"에는 해당되지 않는다고 해석되고 있다.
또한 일본에서 세습 정치인 규제에 대한 반대론자들이 문벌에 의한 차별을 금지하고 있는 본 헌법 조항을 인용하여 "정치인의 아들이다"와 같은 이른바 "문벌"에 의해 "선출직 공직자 출마 제한"을 법률로 규정하는 것은 "문벌에 의한 차별 금지"라는 본 조항에 위반된다고 하여 이들의 주장의 근거가 되고 있다.
당초 일본국 헌법의 제정 과정에서 연합군 최고사령부(GHQ)의 헌법 초안이나 헌법 개정 초안 요강 단계에서는 화족에 대해서는 그 지위를 인정하고 있었고, 자신 스스로가 "남작"이라는 화족 지위에 있었던 시데하라 기주로 내각총리대신 역시 화족 유지에 대해 강한 집착을 보였다고 한다. 그러나 GHQ의 입장이 점점 "화족의 완전 폐지" 쪽으로 기울자, 쇼와 천황은 시데하라 기주로에게 "당상(堂上) 이상의 화족만이라도 남길 수는 없는 것인가"라고 말하기도 했으며, 또한 정부 내에서는 "천황의 황실전범 개정안 발의권에 대해서는 일단 유보한다" 및 "화족 폐지에 관해서는 당상(堂上) 이상의 화족은 이를 남겨둔다"는 두 기본 원칙을 가지고 미국 등 연합국 측과 협상해야 하는 것 아니냐는 얘기까지 나오기도 했다.
그러나 이와타 주조 사법대신이 "오늘과 같은 대변혁의 시기에, 우리의 헌법을 개정하는 일에 대해 천황 폐하께서 생각하시는 바를 '미국 측에 제안'하는 모양을 띈다면 그 모습이 대내외에 어떻게 비추어지겠는가?"라며 반대 의견을 냈고, 이에 다른 각료들도 동조하면서 "화족 폐지는 불가피하다"는 결정이 내려졌다. 결국 화족 제도는 중의원에서 제국 헌법 개정과 함께 즉각 폐지하는 것으로 "수정 가결"되었고, 귀족원도 중의원을 통과한 원안 그대로 가결 처리했다.
"법 앞의 평등"의 의미에 대해서는 "법 적용 평등설"과 "법 내용 평등설(입법자 구속설)"이 있고, 평등의 의미에 대해서는 절대적 평등이라는 설과 상대적 평등이라는 설이 대립하고 있다. 또한 "인종, 신념, 성별, 사회적 신분 또는 문벌에 따른 차별 금지"의 부분을 평등 대상의 "한정"으로서 열거한 것이라 해석하는 설과 단순히 "예시"로서 열거한 것이라는 설도 대립된다.
이런 여러 가지 해석이 나오는 와중에 최고재판소는 이 규정에 대해 "사안의 성질에 따라 합리적 근거에 따르지 않은 한, 법적으로 차별적 취급을 금지하고 있는 것"이라고 해석하고 있다.